# Surendranagar (Distrikt)
Der Distrikt Surendranagar (Gujarati સુરેન્દ્રનગર જિલ્લો) ist ein Distrikt im westindischen Bundesstaat Gujarat. Verwaltungssitz ist die Stadt Surendranagar Dudhrej.

## Geographie und Klima

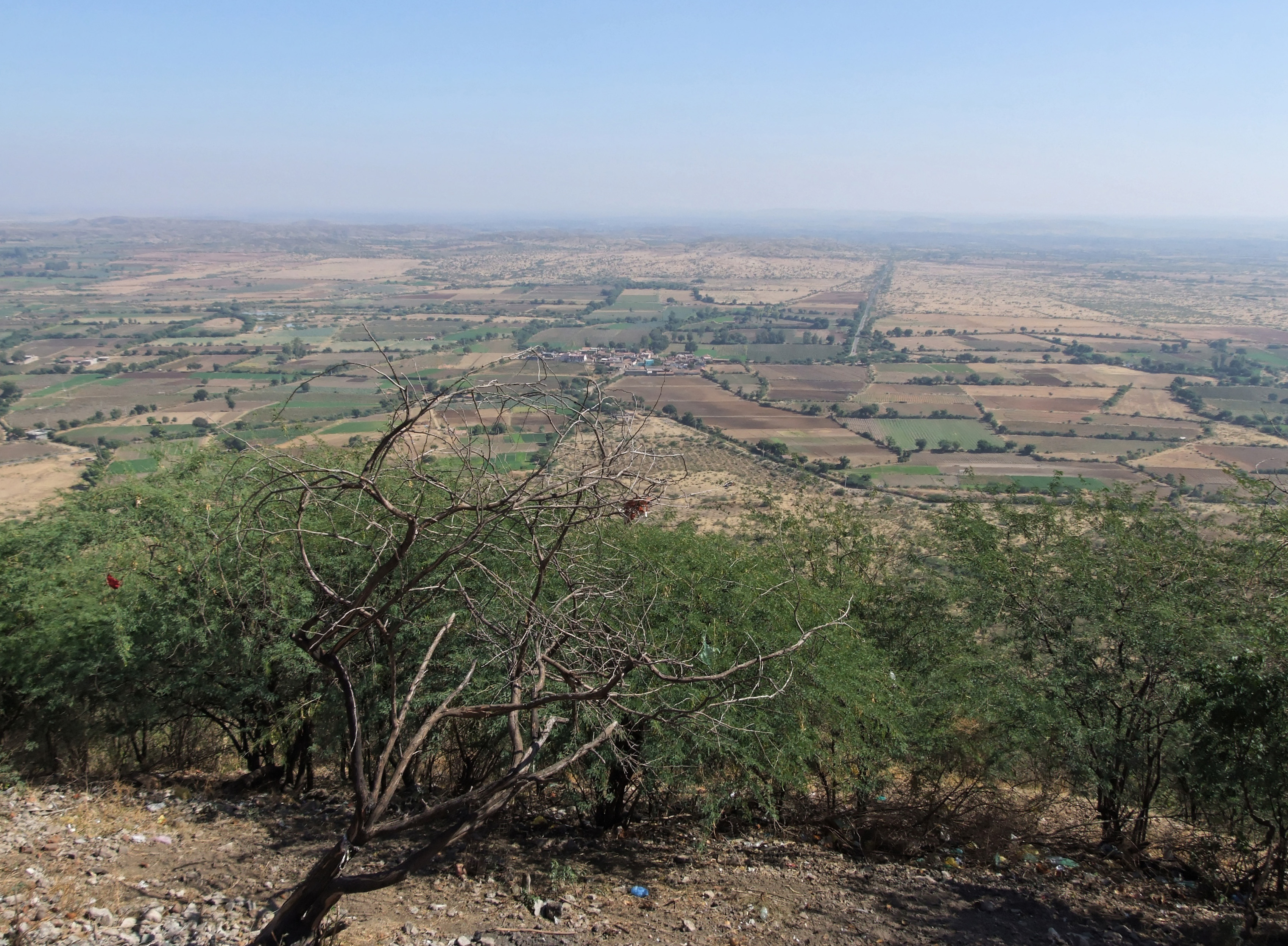
Blick vom Chotila Hill

Der Distrikt Surendranagar liegt zentral in Gujarat im nordöstlichen Teil der Halbinsel Kathiawar. Er umfasst eine Fläche von 10.423 Quadratkilometern und gehört damit zu den flächenmäßig größeren Distrikten von Gujarat. Physiogeographisch lässt sich der Distrikt in drei Regionen unterteilen. Fast die gesamte östliche Hälfte besteht aus flachem Schwemmland mit einer Höhe zwischen 5 und 40 Metern über dem Meeresspiegel. Im Nordwesten findet sich ein sanft hügeliges Gelände, das hauptsächlich aus halbverfestigten Sedimentgesteinen besteht und Höhenlagen zwischen 30 und 144 Metern über dem Meeresspiegel aufweist, mit Ausnahme des äußersten Nordens, wo die Höhe in der Nähe von Kleinen Rann von Kachchh plötzlich auf 8 Meter über dem Meeresspiegel abfällt. Der südwestliche Teil weist eine zerklüftete Topographie mit vielen isolierten Hügelketten und kleinen Hügeln von Dekkan-Trapp auf. Chotila Hill, ein konischer Hügel und eine Hindu-Pilgerstätte, erreicht eine Höhe von 366 Metern.
Die Entwässerung im nördlichsten und östlichsten Teil besteht hauptsächlich aus kurzen Bächen, die im Norden in den tiefliegenden, salzhaltigen, teilweise sumpfigen Gebieten und im Osten in den Sandgebieten im Kleinen Rann von Kachchh versickern. Wadhwan Bhogavo und Limbdi Bhogavo sind zwei Flüsse, die westlich von Surendernagar entspringen und Richtung Osten fließen.
Der Distrikt weist ein halbtrockenes Klima auf. Es können vier Jahrenszeiten unterschieden werden: die kalte Jahreszeit von Dezember bis Februar, die heiße Jahreszeit von März bis Mai, die Zeit des Südwestmonsuns von Juni bis September und die Nachmonsunzeit von Oktober bis November. Der Jahrensniederschlag in den Jahren 1987 bis 2021 lag bei durchschnittlich 578 mm. Der größte Teil des Niederschlags ereignet sich in der Monsunzeit. Die durchschnittlichen Tageshöchst- und Tiefsttemperaturen betragen 28,3 °C bzw. 12,9 °C. Die durchschnittliche Höchsttemperatur im Sommer liegt bei 41,9 °C. Der Januar ist der kältesten Monat mit Minimaltemperaturen bis zu 5 °C.

## Geschichte
Vor der Unabnhängigkeit Indiens war das Gebiet des späteren Distrikts Teil verschiedener Fürstenstaaten, von denen Wadhwan der größte war. Nach der Unabhängigkeit schlossen sich die Fürstenstaaten zum Staat Saurashtra zusammen. Der Ort Wadhwan camp wurde 1947 zu Ehren von Surendrasinhji, dem damaligen Herrscher von Wardham in Surendranagar umbenannt. Der danach gebildete Distrikt erhielt davon seinen Namen. Im States Reorganisation Act 1956 wurde Saurashtra aufgelöst und in den Bundesstaat Bombay eingegliedert. 1960 wurde Bombay in die Bundesstaaten Gujarat und Maharashtra aufgeteilt, und seitdem ist Surendranagar ein Distrikt von Gujarat.

## Bevölkerung
Die Einwohnerzahl liegt bei 1.756.268 (2011).

## Verwaltungsgliederung
Administrativ war der Distrikt im Jahr 2025 in zehn Talukas untergliedert: Chuda, Chotila, Dhrangadhra, Lakhtar, Limbdi, Muli, Patdi, Sayla, Thangadh und Wadhwan.

## Wirtschaft
Der Distrikt ist ein Zentrum der Salzgewinnung aus Salzpfannen. Von Bedeutung ist auch das Textilgewerbe in der Stadt Surendranagar.